# Pendjari Nationalpark
Pendjari  Nationalpark er en nationalpark der ligger i det nordvestlige Benin, der støder op til Arli Nationalpark i Burkina Faso. Nationalparken er opkaldt efter Pendjarifloden (Oti-floden) og er kendt for sit dyreliv. Nationalparken er hjemsted for nogle af de sidste bestande af storvildt som den afrikanske skovelefant, løve, flodhest, afrikansk bøffel og forskellige antilopearter i Vestafrika. Parken er også berømt for sin rigdom på fugle.
Pendjari  nationalpark har et areal på 2.755 km2 og er en del af WAP-komplekset (W - Arli - Pendjari), et stort beskyttet område i Benin, Burkina Faso og Niger. Bakker og klipper i Atakora-området er synlige fra parken.
I marts 2009 blev parken foreløbigt nomineret til UNESCO 's Verdensarvsliste, (tentativlisten) og i juli 2017 blev den officielt optaget på  verdensarvslisten som en del af en transnational udvidelse af WAP-komplekset.

## Økologi
Områdets klippeklipper er tyndt bevokset med Burkea africana, Detarium microcarpum, Lannea acida, Sterculia setigera og Combretum ghasalense. På den dybe jord på nogle af toppene og Atakora-skråningen er der en større variation af træer med Isoberlinia doka og Afzelia africana. Pendjari-floden er omgivet af skov. Parken omfatter både de sudanske og guineanske savanner med græsarealer domineret af Acacia sieberiana og Mitragyna inermis eller Terminalia macroptera. Den årlige nedbør er cirka 1.100 mm. Parken er åben året rundt, selvom  visse dele af parken kan være utilgængelige fra juni til november på grund af kraftig regn.

### Pattedyr
Pendjari Nationalpark har en relativt stor bestand af elefanter, som var stabil gennem de sidste årtier og talte mere end 800 individer mellem 2005 og 2010. WAP-kompleksets elefantbestand er mere end 3.800, hvilket gør det til den største elefantkoncentration i hele det vestlige Afrika. Den næststørste art i parken er flodhest. Der er også store populationer af adskillige andre store planteædere som afrikanske bøfler (Syncerus caffer brachyceros; ca. 2.700 dyr i 2000), vestlige koantilope (Alcelaphus buselaphus major; ca. 1.500 i 2000), hesteantilope (2.000 i år 2.000), ca. kobantilope (ca. 2.600 i 2000) og vortesvin. Nogle andre antilopearter som korrigum (Damaliscus lunatus korrigum også kendt som senegalisisk koantiope), kudu og rørbuk er relativt sjældne. Mindre skedehornede  er  grårygget dykkerantilope, oribi og almindelig dykkerantilope. Primater er repræsenteret af anubisbavianen, husaraben og tantalus-aben.
Et af de sjældneste store rovdyr i det beskyttede område er den nordvestafrikanske gepard (Acinonyx jubatus hecki). Fra 2007 var der kun omkring 5-13 individer tilbage i nationalparken og naboområdet W National Park. I 2009 omfattede løvebestanden (Panthera leo leo) i WAP-komplekset omkring 100 dyr og var muligvis den største i Vestafrika på det tidspunkt.
Den truede vestafrikanske vildhund (Lycaon pictus manguensis) blev registreret i Pendjari   nationalpark under en undersøgelse i april 2000, såvel som afrikansk leopard, plettet hyæne, stribet sjakal og afrikansk sivet.
Antallet af vandbukke (Kobus ellipsiprymnus defassa) faldt fra omkring 3.000 i 1970'erne til 120 i 2004.

### Fugle
Hættegribben (Necrosyrtes monachus) er hjemmehørende i det fredede område, men i et lille antal.
Parken er kendt for sin overflod af fuglearter. Der findes omkring 300 forskellige arter i parken. Steppehøg (Circus macrourus) og lille tårnfalk (Falco naumanni) er af og til registreret, og der er enkelte isolerede registreringer for øregrib (Torgos tracheliotus). Rævefalk (Falco alopex) er ikke ualmindelig, mens svaleglente  (Chelictinia riocourii)  er en almindelig gæst i tørsæsonen. Dværgørn (Hieraaetus pennatus) er også blevet registreret her. BirdLife bemærker, at "Pendjari er bemærkelsesværdig for store iøjnefaldende arter såsom afrikansk gabenæb (Anastomus lamelligerus), abdims stork (Ciconia abdimii), sadelnæbbet stork (Ephippiorhynchus senegalensis) og sæsonmæssigt flokke på op til 60 europæiske storke (Ciconia ciconia). Den afrikansk flodørn (Haliaeetus vocifer) og Pels fiskeugle (Scotopelia peli) kan også findes.

## Yderligere læsning
- Assédé, EPS, Adomou, AC & B. Sinsin (2012) Magnoliophyta, Biosfærereservat i Pendjari, Atacora-provinsen, Benin. Tjekliste 8 (4): 642–661.
- Hogan, CM 2009. Painted Hunting Dog: Lycaon pictus, GlobalTwitcher.com, red. N. Stromberg
- Legba, F. (2005) Bidrag de la vegetation des collines de la zone cynegetique et du Parc National de la Pendjari du Benin comme miljø kadre og miljø ressource de la faune sauvage. Disse Ing. Agr. , Université d´Abomey-Calavi, Cotonou. 121 S.
- Nago, SGA (2005) Diversité des amphibiens dans les terroirs riverrains à la Zone Cynogénétique de la Pendjari. Mémoire de diplôme d´étude approfondies (DEA), Université d´Abomey-Calavi, Cotonou.
- UNDP/GEF (2005): Forbedring af effektiviteten og katalysering af bæredygtigheden af W-Arly-Pendjari (WAP) beskyttede områdesystem. UNEP projektdokument PIMS 1617.
- Woodroffe, R., Ginsberg, JR og DW Macdonald. 1997. Den afrikanske vilde hund: statusundersøgelse og bevaringshandlingsplan, IUCN/SSC Candid Specialist Group, udgivet af IUCN,ISBN 978-2-8317-0418-0 sider 166